# Anisopodus latus
Anisopodus latus es una especie de escarabajo longicornio del género Anisopodus, tribu Acanthocinini, subfamilia Lamiinae. Fue descrita científicamente por Monné y Martins en 1976.

## Descripción
Mide 10-11,7 milímetros de longitud.

## Distribución
Se distribuye por Colombia y Venezuela.